# Ceratinopsis palomara
Ceratinopsis palomara är en spindelart som beskrevs av Chamberlin 1948. Ceratinopsis palomara ingår i släktet Ceratinopsis och familjen täckvävarspindlar. Inga underarter finns listade i Catalogue of Life.